# مثل هیچ‌کس
مثل هیچ‌کس یک مجموعه تلویزیونی ایرانی به کارگردانی عبدالحسن برزیده است که برای پخش رمضان ۱۳۸۷ ساخته شد. موسیقی متن این مجموعه تلویزیونی بر عهده احسان خواجه امیری می‌باشد.

## خلاصه داستان
داستان این سریال دربارهٔ برادر بزرگتر یک خانواده است که همه او را داداشی صدا می‌کنند. با فوت پدر خانواده، مسئولیت داداشی دوچندان می‌شود و با ازدواج کوچکترین برادر  و فرزند خانواده داداشی تصمیم میگیرد  به وصیت پدرش اموال را بین خواهر ها و برادر ها و مادرش تقسیم کند که در این میان اتفاقاتی می افتد و...

## بازیگران
- پروانه معصومی در نقش بی‌بی
- حسین یاری در نقش محمدعلی (داداشی)
- حمید ابراهیمی در نقش محمدباقر
- اصغر همت در نقش جلال
- آتنه فقیه‌نصیری در نقش نرگس
- پرویز پورحسینی در نقش عمو علی
- جواد عزتی در نقش محمدحسن
- مهران رجبی در نقش آمیرزا
- رامین راستاد در نقش کاظم
- شاهرخ استخری در نقش محمدامیر
- سوگل طهماسبی در نقش فرشته
- نفیسه روشن در نقش اشرف
- مریم رهبری در نقش اعظم
- حنانه شهشهانی در نقش نیلوفر
- عباس امیری در نقش حاج نصرت
- فرمیسک فاریا در نقش زینت
- ابراهیم برزیده در نقش عباس
- مرضیه لشکری در نقش عمه بتول
- شیوا خسرومهر
- فریبا ترکاشوند
- سید جواد زیتونی
- ابوالفضل شاه کرم
- اصغر ضرابی

## موسیقی
موسیقی این سریال بر عهده احسان خواجه‌امیری بود. 
| شماره | نام                            | خواننده           | مدت  |
| ----- | ------------------------------ | ----------------- | ---- |
| ۱.    | «مثل هیچ‌کس ۱» (تیتراژ ابتدایی) | احسان خواجه امیری | ۲:۳۲ |
| ۲.    | «مثل هیچ‌کس ۲» (تیتراژ پایانی)  | احسان خواجه امیری | ۲:۵۸ |
| ۳.    | «رفتی که» (ترانه میانی)        | احسان خواجه امیری | ۲:۲۹ |
| ۴.    | «عاقبت عشق» (ترانه میانی)      | احسان خواجه امیری | ۳:۳۷ |